# 應用倫理學
應用倫理學屬於哲學的學科，旨在應用倫理學的理論解決日常生活的困境，相關理論包括功利主義、社會契約理論和義務倫理等。被視為屬於應用倫理學範疇的題目包括商業倫理、生物倫理學、環境倫理、人權問題、企業社會責任等。
應用倫理學旨在通過倫理的分析以解決實際的困局，但從中可見，不同的倫理原則會產生不同的結論，得出的解決方法往往未能獲得一致認同。以醫療倫理為例，嚴格根據義務倫理的原則，對病人隱瞞病情是不容許的，但從功利主義的角度看，若這樣做會帶來好的結果，對病人隱瞞病情是容許的。
其中一種解決義務倫理與功利主義之間分歧的方法是案例推論，又可稱為決疑法。決疑論哲學家如史蒂芬·托尔明挑戰應用倫理學的傳統範式，他們認為在分析個案的過程中，不應以倫理理論為最重要的思考指導，想着如何應用理論，而是應由該個案出發，找出並分析與該個案相關而重要的倫理因素（包括理論和現實情況的考慮因素）。圖爾敏的研究顯示，若醫療道德委員會成員集中處理個案的事實而非意識形態或理論，會較易就某個案達成共識。例如，一名拉比、一名天主教教士和一名不可知論者會同意不再向某患者提供治療是最好的處理方法，但會不同意背後的原因。

## 應用倫理學的分支
- 生物倫理學
- 商業倫理
- 環境倫理（如全球暖化）
- 人權問題（如性別歧視、種族歧視、死刑）
- 動物權利
- 法律倫理（英语：Legal ethics）
- 電腦倫理
- 傳媒倫理（英语：Media ethics）:新闻伦理
- 學術研究之倫理
- 市場營銷之倫理
- 教育倫理
- 運動倫理
- 軍事倫理（如正義戰爭）
- 國際倫理（如饑荒）
- 公共行政倫理

## 參閱
- 倫理學